# Casa Bolis
 (mars 2025).
Améliorez-le ou discutez des points à vérifier. 
 (août 2024).
Si vous disposez d'ouvrages ou d'articles de référence ou si vous connaissez des sites web de qualité traitant du thème abordé ici, merci de compléter l'article en donnant les références utiles à sa vérifiabilité et en les liant à la section « Notes et références ».
La casa Bolis est une villa située Via Volturno 3, dans le quartier du Borgo Castello à Lecco, en Lombardie, Italie. Réalisée en 1940 par l'architecte italien Francesco Meschi.